# エリック・グラヴァット
エリック・グラヴァット（Eric Gravatt、1947年3月6日 - ）は、フィラデルフィア出身のジャズ・ドラマーである。マッコイ・タイナー、ジョー・ヘンダーソン、ウェザー・リポート、バイアード・ランカスター、ドン・ウン・ロマンと共演してきた。1972年から1974年までウェザー・リポートのメンバーを務めた。

## ディスコグラフィ

### アルバム
バイアード・ランカスター
- 『イッツ・ノット・アップ・トゥ・アス』 - It's Not Up to Us (1968年、Vortex)

ロイド・マクニール
- Asha (1969年)
- Washington Suite (1970年)

ウェザー・リポート
- 『アイ・シング・ザ・ボディ・エレクトリック』 - I Sing the Body Electric (Columbia, 1972)
- 『ライヴ・イン・トーキョー』 - Live in Tokyo (Columbia, 1972)
- 『スウィートナイター』 - Sweetnighter (Columbia, 1973)

ジュリアン・プリースター
- 『ラヴ・ラヴ』 - Love, Love (1973年、ECM)

エディ・ヘンダーソン
- 『インサイド・アウト』 - Inside Out (1974年、Capricorn)

ジョー・ヘンダーソン
- 『キャニオン・レディ』 - Canyon Lady (1975年、Milestone)

マッコイ・タイナー
- 『フォーカル・ポイント』 - Focal Point (1976年、Milestone)
- 『インナー・ヴォイセズ』 - Inner Voices (1977年、Milestone)

トニー・ハイマス
- Hope Street MN (2002年、nato)